# 北富士演習場

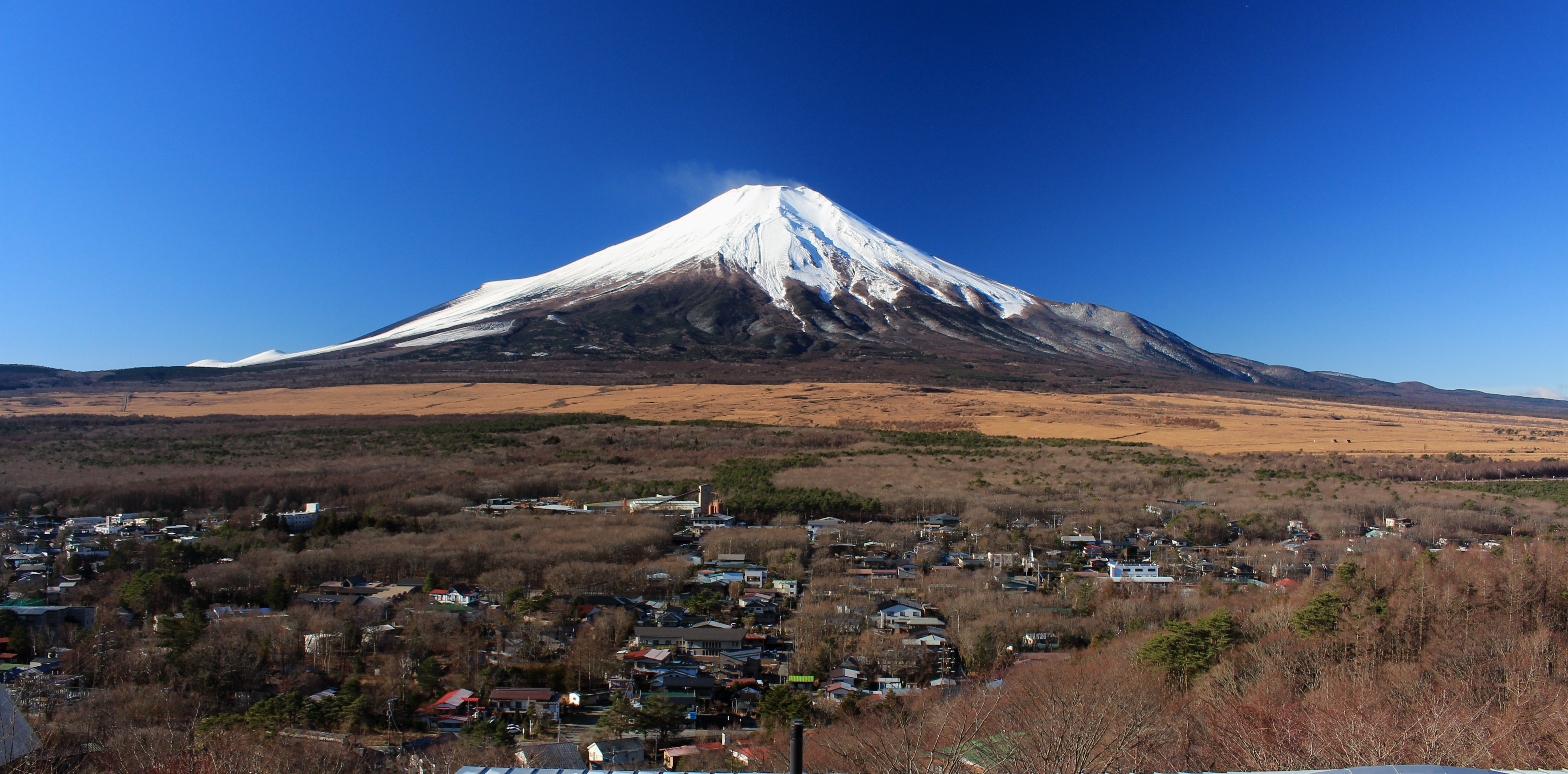
北東から見た富士山と北富士演習場。
麓に広がる草地が演習場。

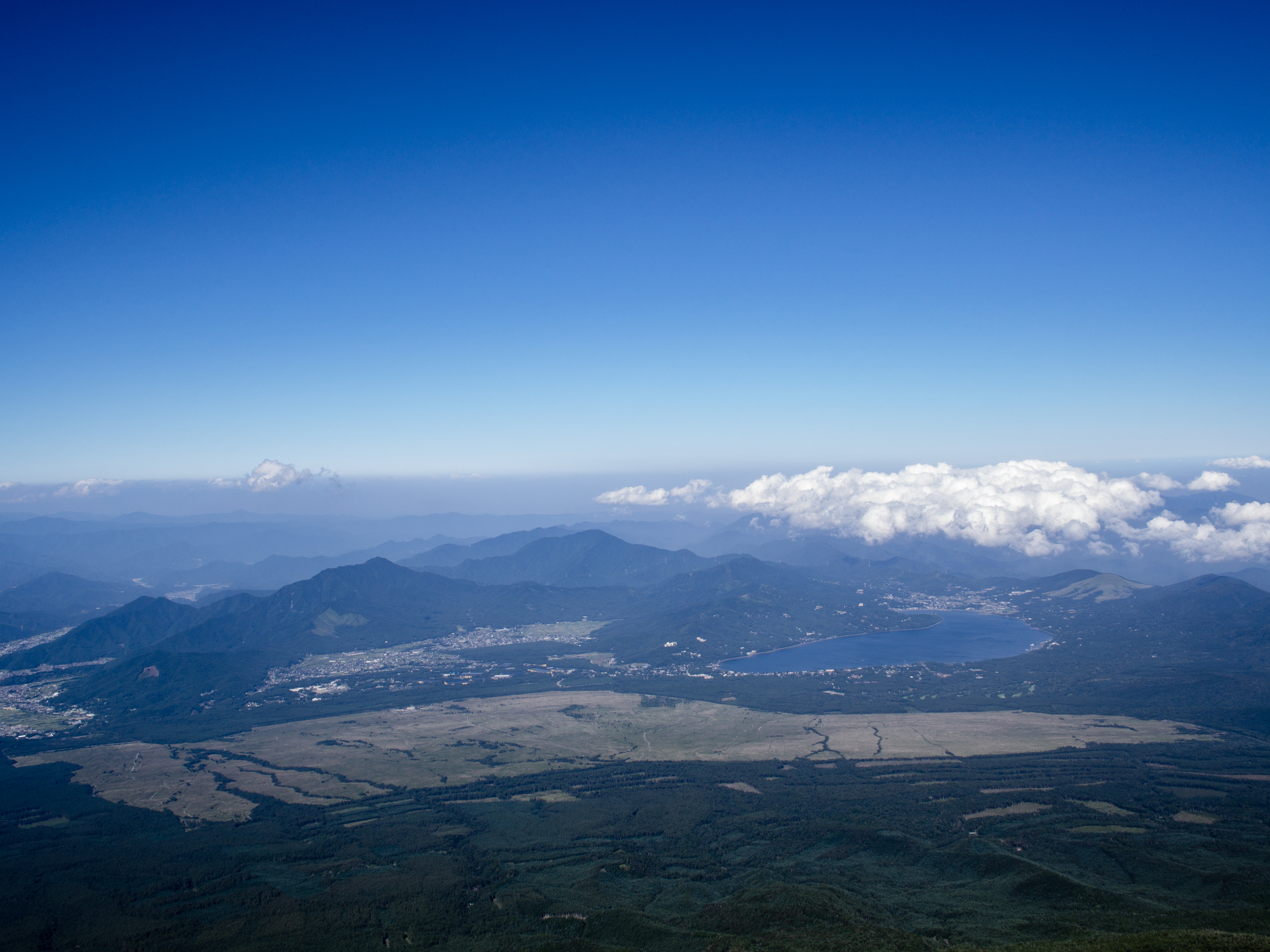
富士山から北東を望む。
左右に広がる草地が北富士演習場。
右奥に山中湖。

北富士演習場（きたふじ えんしゅうじょう）は、富士山北麓の山梨県富士吉田市、山中湖村にまたがる陸上自衛隊の演習場である。北富士駐屯地業務隊（山梨県忍野村）が管理を担当している。

## 概要

北富士演習場周辺の空中写真。2007年12月6日撮影の45枚を合成作成。。

小銃や機関銃のほか、各種火砲の射撃訓練に使われる。日米安保条約および日米地位協定に基づき、陸上自衛隊だけでなく、アメリカ軍も共同利用している。
面積は4,597ha。国有地だけでなく県有地、公民有地も含む。演習場敷地に入会権を持つ地元住民でつくる富士吉田市外二ケ村恩賜県有財産保護組合（吉田恩組）と国が、5年ごとに使用協定を更新している。
この入会権に基づき地元住民は林業や山菜採取のため日を決めて演習場敷地に入っているほか、入会権確認のイベントとして吉田恩組と旧11ケ村入会組合の合同による火入れ（野焼き）が年中行事となっている。

## 歴史
- 1936年（昭和11年）11月：大日本帝国陸軍が開設[6]。
- 1938年（昭和13年）10月：山梨県と用地売買の契約調印[6]。
- 1945年（昭和20年）10月：太平洋戦争敗戦により、連合国軍が接収。
- 1955年（昭和30年）5月10日：アメリカ軍が地元住民の座り込みによる反対運動を無視して射撃演習を開始[7]。
- 1958年（昭和33年）：アメリカ軍から日本に返還。
- 1970年（昭和45年）5月3日：演習場内の大和ケ原で不発弾が爆発、少年1人が死亡、1人が重傷。入会地の野焼き準備中に不発弾を見つけ、触っていたところ爆発した[8]。
- 1973年（昭和48年）4月：自衛隊管理の演習場に使用転換。
- 2018年（平成30年）10月：陸上自衛隊がイギリス陸軍との間で、日本では初の合同演習を実施し、報道機関に公開[9]。

## 北富士演習場問題
江戸時代から入会地として使われていた同地を明治初期に官営地とされて以降、忍野村農民らは国を相手に入会地を求めて闘争を続けており、戦前には一定の入会権を黙認されていた。
戦後、演習場が米軍に接収されると、現地では砲弾が飛び交い樹木も標的とされ、売春婦が跋扈するなど状況が悪化した。これに対して、アメリカ人に生活を乱され生計を立てる途を失うことを懸念した忍野村の農民らは、1947年（昭和22年）に入会権を守るための宣言をして、米軍に闘争を挑んだ。具体的には実弾射撃が行われている演習場に侵入して着弾地に座り込み、排除されそうになると地形を利用して逃亡するというゲリラ的抵抗であった。
日本への返還後も米軍による演習が続けられており、入会地からの収入が減り、生計を維持するために男性たちが出稼ぎに出ざるを得なくなったことから、忍野村農家の女性らが1960年（昭和35年）6月に「忍草母の会」を結成（会長：渡辺喜美江）。「土は万年、金はいっとき」を合言葉に、入会権等を巡って反対運動を行った。
「忍草母の会」は千葉県の成田空港を巡り日本国政府と争っている三里塚芝山連合空港反対同盟とも交流して三里塚闘争に大きな影響を与えており、「母なる闘争」と呼ばれる。富士の北麓を駆け巡り小屋や櫓を建て、地面に穴を掘って立て籠もり、立ち木によじ登って梢にしがみつく忍草の闘争スタイルを受け継いだ空港反対同盟は、成田空港予定地の代執行での警察との激しい衝突に象徴される抵抗活動を行っていった。両者の交流は、1967年（昭和42年）9月に会員が成田現地での「三里塚空港粉砕・婦人のつどい」に参加したことから始まった。1968年（昭和43年）6月には、「北富士」と「三里塚」の連携を企図する中核派が、戸村一作空港反対同盟代表を伴って北富士現地闘争に初参加している。
「忍草母の会」は当初入会地などの民事的権利を主張していたが、中核派の介入を受けて次第に「反戦・反基地・反自衛隊」などの政治的課題を標榜するようになった。1967年（昭和42年）12月には「全学連反戦現地等総本部」が設置されている。中核派系の動労千葉とも共闘関係にあった。
ベトナム戦争に際しては、密林に覆われ起伏の多い沖縄の訓練場よりも使い勝手の良い富士山麓の演習場で激しい米軍の訓練が行われるようになる。1970年（昭和45年）夏頃からキャンプ富士周辺では強盗、交通事故、白人兵と黒人兵との喧嘩などが続出し、憲兵が常駐するようになる。1970年（昭和45年）11月5日には、防衛施設庁長官から在日米軍司令部に対し長射程の実弾演習を取りやめるよう要請が行われ、一時的に演習規模の一部縮小が実現したが、地域の農民らは着弾地付近に妨害工作として茅葺小屋を建てるなどの抵抗を続けた。この頃には左翼運動のカウンターとして右翼団体も現地一帯に出入りするようになっており、小屋を発見した右翼が防衛施設庁に先駆けて破壊する行為も見られた。1971年（昭和46年）2月には105ミリ榴弾砲の発射に反対する地元農民によるゲリラ活動が行われ、同時期に行われた成田空港予定地の代執行の情勢（上述）とともに連日報道された。
1988年（昭和63年）1月22日に横浜防衛施設局（現・南関東防衛局）幹部宅が、1989年（平成元年）9月3日に山梨県北富士演習場対策室長宅が、それぞれ放火されている。1993年（平成5年）4月26日には、中核派が住宅2軒を放火。うち1軒は北富士演習場対策協議会理事の自宅であり、もう1軒も北富士演習場対策協議会会長が以前居住していたものであるが事件当時は別人が住んでおり、攻撃対象を取り違えたものとみられる。
「忍草母の会」は結成から半世紀の時を経ても活動を続けていたが、現在は高齢となった会員の死去により活動を停止している。

## 主な使用部隊
陸上自衛隊
- 東部方面特科連隊

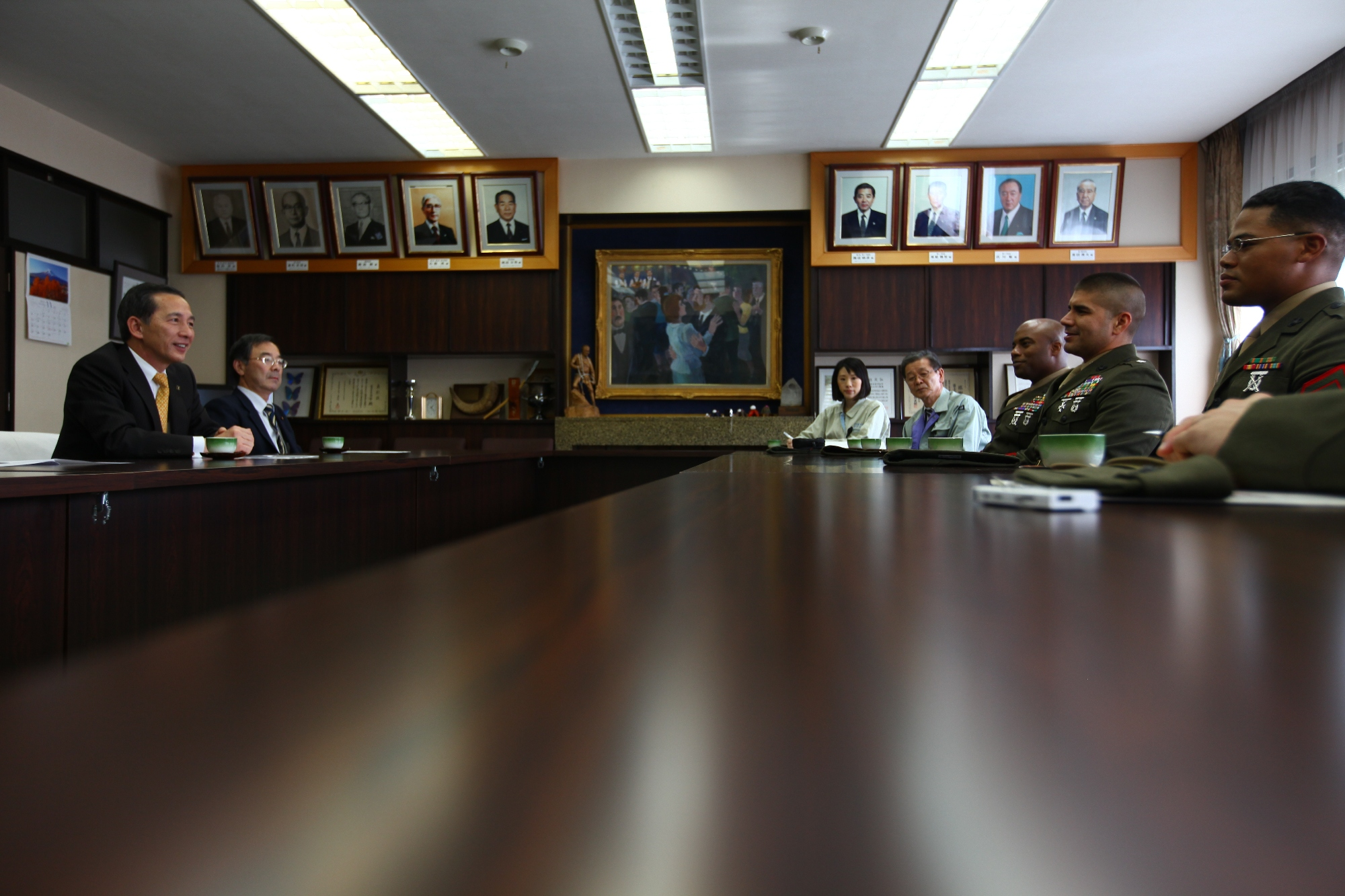
富士吉田市と第3海兵遠征軍とで話し合いをすることもある。（2011年11月）

- 部隊訓練評価隊（富士訓練センター(FTC)）

アメリカ海兵隊
- 第3海兵遠征軍（キャンプ富士）

## 周辺の自衛隊
- 北富士駐屯地（山梨県南都留郡忍野村）
- 陸上自衛隊富士学校・富士駐屯地（静岡県駿東郡小山町）
- 滝ヶ原駐屯地（静岡県御殿場市）
- 板妻駐屯地（静岡県御殿場市）
- 駒門駐屯地（静岡県御殿場市）